# زنان یهودی
زنان یهودی (به فرانسوی: Les Juives) نام معروفترین نمایشنامهٔ تراژدی روبر گارنیه، تراژدی نویس فرانسوی است؛ که در آن شاعر سرگذشت نبوکد نصر پادشاه آشور و پیروزی او را بر پادشاه یهودیان و اسارت اینان بیان می‌دارد. اکثر تراژدی نوشته شده در فرانسه قبل از «زنان یهودی» توسط نویسندگان پروتستان بود.